# Przełęcz Niwka
Przełęcz Niwka lub Niwa – położona na wysokości 389 m n.p.m. przełęcz pomiędzy dwoma wzniesieniami Pogórza Wiśnickiego: Grodziskiem (502 m) i Krowią Górą (456 m). Południowo-wschodnie stoki spod przełęczy opadają do doliny Trzemeśnianki. Są bezleśne, zajmują je pola uprawne i zabudowania miejscowości Trzemeśnia.  Na północno-zachodnich stokach rozłożona jest nieduża miejscowość Bulina. 
Przełęcz Niwka znajduje się na bezleśnym, zabudowanym obszarze należącego do Trzemeśni przysiółka Działy. Prowadzi przez nią lokalna droga z Trzemeśni do Buliny oraz niebieski szlak turystyczny.

## Szlak turystyczny
niebieski: Myślenice – Zarabie – Grodzisko – Krowia Góra – Trupielec – Ostrysz – Glichowiec – Poznachowice Górne. Czas przejścia 2.50 h, 2.30 h